# Herfurthsche Villa (Leipzig)

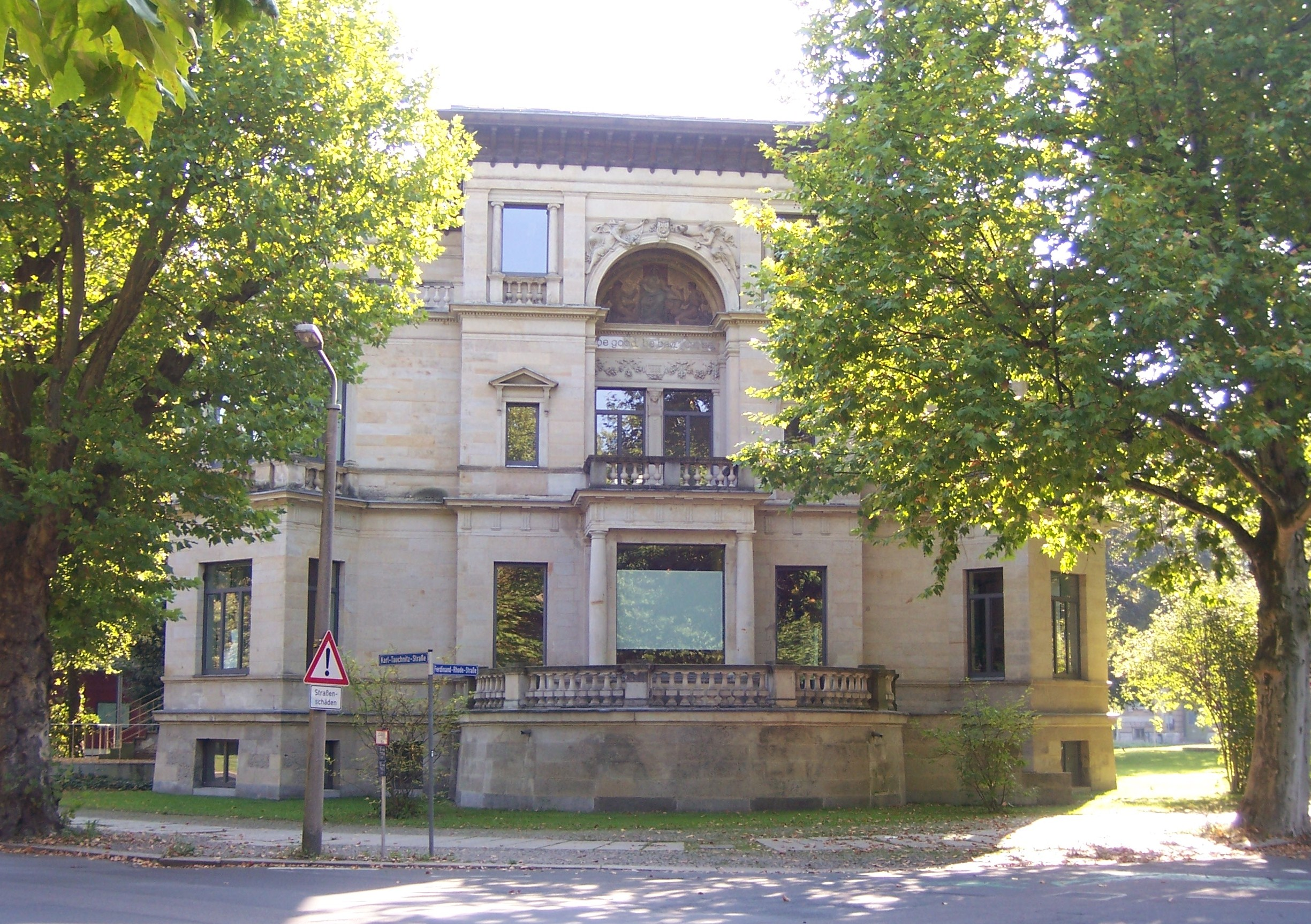
Villa Herfurth (2011)

Die Herfurthsche Villa ist ein ehemaliges großbürgerliches Wohnhaus in Leipzig, auf dem Eckgrundstück Karl-Tauchnitz-Straße 11 / Ferdinand-Rhode-Straße im Musikviertel.

## Geschichte
Die Villa wurde 1892–1894 nach Entwurf der Leipziger Architekten Karl Weichardt und Bruno Eelbo für den Geologen Hermann Credner (1841–1913) erbaut. Das Haus wurde ein geistiges und kulturelles Zentrum Leipzigs, Gäste waren unter anderen Meyer und Brockhaus, Amundsen, Nansen, Hugo von Hofmannsthal, Max Klinger und Max Liebermann.
1913 wurde die Villa an Edgar Herfurth verkauft, den Verleger der Zeitung Leipziger Neueste Nachrichten. 1915 und 1927 erfolgten Umbauten. 1945 wurde Herfurth enteignet und die Villa der Universitätsklinik übergeben. 1990 wurde sie von der Musikhochschule „Felix Mendelssohn-Bartholdy“ genutzt, danach dem Förderkreis der Galerie für Zeitgenössische Kunst Leipzig übergeben. 1996 erfolgten Restaurierungs- und Umbaumaßnahmen.

## Beschreibung
Die Villa wurde im Stil des Historismus erbaut, Vorbilder waren norditalienische Villen. Der Baukörper ist in seiner Hauptachse auf die Straßenecke ausgerichtet und steht quasi diagonal auf dem Grundstück. Das Gebäude ist verputzt und zeigt neben Erkern und Balkonen einen Säulenportikus mit einem überhöhten Mittelrisalit. Die Nordwestseite als Schauseite zeigt über den triumphbogenartig überwölbten Balkon im ersten Obergeschoss ein Gemälde, das die zurückgesetzte Giebelwand schmückt.